# HNK Neum
HNK Neum je bosanskohercegovački nogometni klub iz istoimenog grada.

## Povijest
Klub je osnovan 2010. godine kada su se počeli natjecati u ligi pionira i početnika. 
Od sezone 2013./14. aktivni su i u seniorskom nogometu kada se počinju natjecati u županijskoj ligi HNŽ-a. U sezoni 2014./15., nakon odustajanja HNK Višići, ostvaruju plasman u Drugu ligu FBiH – Jug. iz koje iste sezone ispadaju. Već sljedeće sezone, kao drugoplasirana momćad županijske lige ostvaruju plasman u viši rang natjecanja.

## Pregled plasmana po sezonama
| Sezona    | Rang | Liga                   | Plasman | Izvori |
| --------- | ---- | ---------------------- | ------- | ------ |
| 2016./17. | IV.  | 1. županijska liga HNŽ | 2. ↑    | [ 2 ]  |
| 2017./18. | III. | Druga liga FBiH – Jug  | 8.      | [ 3 ]  |
| 2018./19. | III. | Druga liga FBiH – Jug  | 4.      | [ 4 ]  |
| 2019./20. | III. | Druga liga FBiH – Jug  | 4.      | [ 5 ]  |
| 2020./21. | III. | Druga liga FBiH – Jug  | 6.      | [ 6 ]  |
| 2021./22. | III. | Druga liga FBiH – Jug  | 6.      | [ 7 ]  |
| 2022./23. | III. | Druga liga FBiH – Jug  | 8.      | [ 8 ]  |
| 2023./24. | III. | Druga liga FBiH – Jug  | 8.      | [ 9 ]  |
| 2024./25. | III. | Druga liga FBiH – Jug  | –       |        |